# Agleja
Agleja (grč. Άγλαία, Aglaía) u grčkoj mitologiji ime je pet božica, a najčešće za jednu od Harita.

## Etimologija
Aglejino grčko ime znači "krasota", "raskoš", "ljepota".
Harita Agleja nazivala se i Harida ("gracioznost") i Kala ("ljepota").

## Karakteristike
Agleja je lijepa božica, vječne mladosti, često prikazivana gola.

## Mitologija

### Harita
Agleja je bila jedna od Harita, najmlađa božica ljepote, sjaja, slave i obožavanja, prikazivana uz svoje sestre, Taliju i Eufrozinu, katkad prikazivane kao Afroditine pratiteljice. Izvori govore da su kćeri Zeusa i Eurinome, a za Agleju se spominje i Asklepije kao otac.
Prema Homeru, Hefestova je žena, dočekala je Tetidu kad je ova došla kod Hefesta po oružje za Ahileja, svog smrtnog sina. Bila je majka četiriju mlađih Harita: Dobrog Glasa, Hvale, Elokvencije i Dobrodošlice, koje je imala s Hefestom. Kod Hezioda je Hefestova žena Afrodita; moguće je da su Agleja i Afrodita zamijenjene u mitologiji ili se Hefest oženio Aglejom nakon što ga je Afrodita prevarila s njegovim bratom Aresom.

### Ostale Agleje
- Agleja, Mantinejeva kći, Abantova žena, Akrizijeva i Pretova majka[3]
- Agleja, Tespijeva i Megamedina kći, Heraklu je rodila sina Antiada[3]
- Agleja, majka Melampoda i Bijanta, Amiatonova žena[4]
- Agleja, nimfa, Nirejova majka s Haropom[5]

## Vanjske poveznice
- Agleja (Harita) u klasičnoj literaturi i umjetnosti (engl.)